# San Agustín Segundo
San Agustín Segundo är en ort i Mexiko.   Den ligger i kommunen San Luis de la Paz och delstaten Guanajuato, i den centrala delen av landet, 240 km nordväst om huvudstaden Mexico City. San Agustín Segundo ligger 1 997 meter över havet och antalet invånare är 118.
Terrängen runt San Agustín Segundo är platt åt sydväst, men åt nordost är den kuperad. Runt San Agustín Segundo är det ganska tätbefolkat, med 62 invånare per kvadratkilometer. Närmaste större samhälle är San Luis de la Paz, 18,9 km nordost om San Agustín Segundo. Trakten runt San Agustín Segundo består till största delen av jordbruksmark.